# Euphaea yayeyamana
Euphaea yayeyamana là loài chuồn chuồn trong họ Euphaeidae (Epallagidae). Loài này được Matsumura & Oguma mô tả khoa học đầu tiên năm 1913.